# Vlaislav
Vlaislav – wieś w Chorwacji, w żupanii kopriwnicko-kriżewczyńskiej, w gminie Novigrad Podravski. W 2011 roku liczyła 238 mieszkańców.